# Исаков, Владимир Павлович
Влади́мир Па́влович Иса́ков (род. 25 февраля 1987, Тула, Тульская область, СССР) — российский политический и общественный деятель, первый секретарь ЦК ЛКСМ РФ (c 2016), С 27 мая 2017 секретарь ЦК КПРФ, Депутат Тульской городской думы (с 2014), член общероссийского штаба протестных действий. Депутат Государственной Думы Федерального собрания Российской Федерации VIII созыва. Заместитель председателя Комитета Государственной Думы по молодежной политике.
Из-за вторжения России на Украину, находится под международными санкциями Евросоюза, США, Великобритании и ряда других стран

## Биография
Родился 25 февраля 1987 года в городе Туле. В 2004 году закончил среднюю школу № 25. В школьные годы активно занимался спортом. В 2003 году стал победителем городских соревнований по футболу.

## Образование
С 2004 по 2010 года учился в ТГПУ им. Л. Н. Толстого на историческом факультете, специальность «Учитель истории и обществознания».
Представлял факультет в системе студенческого самоуправления. Был организатором и участником международной студенческой научно-практической конференции «Проблемы молодежи глазами студентов». Имеет дипломы и грамоты «Отличник учёбы студенческого актива», «Участник ШКОЛЫ ТВОРЧЕСТВА в организации работы с молодежью» в городе Руза.
Являлся капитаном студенческой команды КВН «Мятеж». В 2007 году стал чемпионом Тульской Лиги КВН.
В 2005 году прошел обучение в Российском Государственном Педагогическом Университете им. А. И. Герцена в городе Санкт-Петербурге по образовательной программе повышения квалификации учебно-проектировочный семинар «Моя инициатива в образовании».
В 2010 году в городе Иваново в составе делегации ТГПУ представлял проект «Мы за здоровый образ жизни». Проект получил Всероссийский Грант.

## Общественная и политическая деятельность

### Работа в комсомоле
В 2007 году вступил в ряды комсомола.
В 2010 был избран секретарем Тульского областного отделения Ленинского Комсомола.
С 2012 года член ЦК ЛКСМ РФ.
С 2014 г. — второй секретарь ЦК ЛКСМ РФ.
На XV Пленуме ЦК ЛКСМ РФ, состоявшемся 23 июня 2016 года, был избран Первым секретарём ЦК ЛКСМ РФ.
В 2016 году в России создан Национальный подготовительный комитет Всемирного фестиваля молодёжи и студентов, членом которого является Исаков.
На I (организационном) Пленуме ЦК ЛКСМ РФ, состоявшемся 10 февраля 2018 года, вновь избран Первым секретарём ЦК ЛКСМ РФ.

### Работа в партии
С 2008 года член Коммунистической Партии Российской Федерации.
С 2009 года работает консультантом по молодёжной политике ЦК КПРФ.
С 2012 года член областного комитета Тульского областного отделения КПРФ. Член бюро Тульского областного отделения КПРФ.
В 2013 году был избран Секретарем Тульского областного комитета КПРФ по работе с молодежью. Представлял фракцию КПРФ в Молодёжном Парламенте при Тульской областной Думе.
В 2013 году на отлично закончил курс в Центре Политической Учёбы при ЦК КПРФ. Являлся помощником депутата Государственной Думы Афонина Ю. В.
Являлся членом Юбилейного комитета по подготовке к 100-летию Великой Октябрьской социалистической революции.
27 мая 2017 года после XVII Съезда был избран членом ЦК КПРФ и на I Пленуме ЦК КПРФ избран секретарём ЦК КПРФ.
24 апреля 2021 года после XVIII Съезда был переизбран членом ЦК КПРФ и на I Пленуме ЦК КПРФ переизбран секретарём ЦК КПРФ

### Работа по реализации всероссийских проектов
С 2014 года курирует всероссийские проекты проводимые НП «Созидание» и АНО «ЛидерПро» такие как: «Знамя нашей Победы», «Земля талантов» , «Наследие победителей»

### Депутатская работа
В 2012 году был избран депутатом МО поселка Куркино Тульской области.
14 сентября 2014 года избран депутатом Тульской городской Думы.
В 2021 году избран депутатом Государственной Думы Российской Федерации восьмого созыва.

## Санкции
23 февраля 2022 года, из-за признания самопровозглашённых ДНР и ЛНР, включён в санкционный список Евросоюза, так как «поддерживал и проводил действия и политику, которые подрывают территориальную целостность, суверенитет и независимость Украины, которые еще больше дестабилизируют Украину».
24 февраля 2022 года, включён в санкционный список Канады «близких соратников режима» за голосование о признании независимости «так называемых республик в Донецке и Луганске».
24 марта 2022 года, на фоне вторжения России на Украину, включен в санкционный список США за «соучастие в войне Путина» и «поддержку усилий Кремля по вторжению в Украину», Госдеп США заявил что депутаты Госдумы используют свои полномочия для преследования инакомыслящих и политических оппонентов, нарушают свободу информации, ограничивают права человека и основные свободы граждан России.
Позднее, по аналогичным основаниям, включён в санкционные списки Великобритании, Швейцарии, Австралии, Японии, Украины и Новой Зеландии.